# کارا کوبی
کارا کوبی (به لاتین: Kara Koby) یک منطقهٔ مسکونی در روسیه است که در جمهوری آلتای واقع شده‌است.